# Wiązownica (gmina)
Wiązownica est une gmina rurale du powiat de Jarosław, Basses-Carpates, dans le sud-est de la Pologne. Son siège est le village de Wiązownica, qui se situe environ 6 km au nord de Jarosław et 50 km à l'est de la capitale régionale Rzeszów.
La gmina couvre une superficie de 243,86 km2 pour une population de 11 037 habitants.

## Géographie
La gmina inclut les villages de Cetula, Manasterz, Mołodycz, Nielepkowice, Piwoda, Radawa, Ryszkowa Wola, Surmaczówka, Szówsko, Wiązownica, Wólka Zapałowska et Zapałów.
La gmina borde la ville de Jarosław et les gminy de Adamówka, Jarosław, Laszki, Oleszyce, Sieniawa et Stary Dzików.